# Харіствала
Харіствала (груз. ხარისთვალა) — містечко (даба) в муніципалітеті Амбролаурі, Рача-Лечхумі та Квемо-Сванеті, Грузія.
За даними перепису населення 2014 року в дабі проживає 0 осіб.